# Croton angolensis
Espèce
Croton angolensis est une espèce de plantes à fleurs du genre Croton et de la famille des Euphorbiaceae, originaire d'Angola.
Il a pour synonyme :
- Oxydectes angolensis, (Müll.Arg.) Kuntze